# József Hunics
József Hunics   (Ráckeresztúr, 10 de març de 1936 - Budapest, 27 de juliol de 2012) fou un piragüista en aigües tranquil·les hongarès que va competir durant la dècada de 1950.
El 1956 va prendre part en els Jocs Olímpics d'Estiu de Melbourne, on guanyà la medalla de bronze en la prova del C-2, 10.000 metres del programa de piragüisme. Formà parella amb Imre Farkas.
En el seu palmarès també destaquen tres medalles al Campionat d'Europa de piragüisme, una d'or, una de plata i una de bronze en les edicions de 1957 i 1959. A nivell nacional guanyà sis campionats hongaresos entre 1956 i 1957. Una vegada retirat exercí d'entrenador de piragüisme.